# Achim Eschbach
Achim Eschbach (* 20. Oktober 1948 in Eschweiler; † 20. Januar 2021) war ein deutscher Semiotiker. Er lehrte bis 2015 als Professor für Kommunikationswissenschaft an der Universität Duisburg-Essen am Campus Essen.
Seine Forschungsschwerpunkte waren Theorie und Geschichte der Semiotik. Insbesondere beschäftigte er sich mit den Werken von Karl Bühler und Charles Sanders Peirce. Im Rahmen des Bühler-Edition-Projektes wertete er dessen Nachlass aus und arbeitete an einer Gesamtausgabe der Werke Bühlers.

## Leben
Eschbach studierte Philosophie, Germanistik, Soziologie, Politik und Volkswirtschaft an der RWTH Aachen und promovierte dort 1975 zum Thema „Pragmasemiotik und Theater“.
Seine Habilitation legte er für die Fächer Semiotik, Wissenschaftsgeschichte und Sprachphilosophie an der damaligen Universität-Gesamthochschule Essen ab. Dort wurde er zunächst auf eine Professur für Semiotik im Fach Kommunikationsdesign berufen. Nach Gastprofessuren an der Universität Tokio und der Janos Pannonius Universität Pécs nahm er den Ruf auf eine Professur für Kommunikationswissenschaft in Essen an.
Eschbach war mit Viktoria Eschbach-Szabo verheiratet und hat mit ihr zwei Töchter.

## Wirken
Von 1985 bis 1987 war er Vorstandsmitglied der Deutschen Gesellschaft für Semiotik. Als Tagungspräsident leitete Eschbach den fünften internationalen Kongress der Deutschen Gesellschaft für Semiotik in Essen. Zudem war er Mitglied in zahlreichen nationalen und internationalen wissenschaftlichen Gesellschaften.
Gemeinsam mit Ernest W. B. Hess-Lüttich und Jürgen Trabant gab er die im Verlag Gunter Narr erscheinende, internationale semiotische Fachzeitschrift Kodikas/Code heraus. In Zusammenarbeit mit Horst Pöttker (Technische Universität Dortmund) und Vinzenz Hediger (Ruhr-Universität Bochum) entstand die erste kommunikationswissenschaftliche Online-Rezensionszeitschrift r:k:m (Rezensionen aus Kommunikation und Medien), die seit Anfang 2009 im Kölner Herbert von Halem Verlag publiziert wird.